# Apollonia (Ostgriechenland)
Apollonia (altgriechisch Ἀπολλωνία) war eine Stadt in der thasischen Peraia. Sie wurde vermutlich im 7. Jahrhundert v. Chr. als Apoikia der Stadt Thasos gegründet. Ihre genaue Lage ist unbekannt. Nach der Überlieferung von Strabon lag sie zwischen Galepsos und dem Nestos. Plinius der Ältere engt den Bereich weiter ein, indem er sagt, dass sie zwischen dem Fluss Strymon und Oisyme zu suchen sei. Aus diesem Grund wird sie bei dem Turm von Apollonia vermutet. Auch Pomponius Mela sagt, dass Apollonia westlich des Nestos lag. Nach Titus Livius befand sich die Stadt jedoch zwischen Maroneia und Abdera – also etwa 100 km weiter östlich des Turms von Apollonia.
Um 346 v. Chr. wurde Apollonia von Philipp II. zerstört. Nach einer Sage soll die Stadt 500 Meter vor der Küste im Meer versunken sein.